# Columbus (Észak-Karolina)
Columbus város az USA Észak-Karolina államában. Lakosainak száma 1060 fő (2020. április 1.).

## Népesség
A település népességének változása:
| Lakosok száma | 992  | 999  | 1060 |
|               | 2000 | 2010 | 2020 |